# Радово
Ра́дово (болг. Радово) — село в Перницькій області Болгарії. Входить до складу общини Трин.

## Населення
За даними перепису населення 2011 року у селі проживала 21 особа, усі — болгари.
Розподіл населення за віком у 2011 році:
Динаміка населення:

## Уродженці
- Ґріґор Васілев (1883 — 1942) — адвокат, журналіст та політик. Міністр сільського господарства та державного майна в 1930—1931.